# زبرماهی تابناک غربی
زبرماهی تابناک غربی (نام علمی: Aulotrachichthys argyrophanus) نام یک گونه از سرده زبرماهی‌های تابناک است.